# 黃尚偉
黃尚偉 （Conrad Wong），香港男作曲家、填詞人、編曲家及音樂製作人。他是黃尚偉製作有限公司創辦人，經營唱片製作、錄音室及器材租賃業務。黃曾跟艷星陳雅倫拍拖達11年之久，2002年跟圈外設計師女友Angela結婚。黃尚偉早年就讀拔萃男書院，其後到澳洲北帕拉瑪塔入讀寄宿學校國王學校，畢業後在雪梨大學修讀會計學。

## 作品

### 1985年
- 呂　方、羅明珠 - 清風是你

### 1986年
- 林憶蓮 - 心裡探險（曲）

### 1987年
- 陳慧嫻 - 懶洋洋的下午

### 1988年
- 陳慧嫻 - 懶洋洋的下午（國）

### 1989年
- 王傑 - 風風雨雨
- 韋綺姍 - Fantasy（曲、詞、編）
- 韋綺姍 - Empty Page（編）
- 韋綺姍 - Political Moves（編）
- 韋綺姍 - Say You Love Me（曲、詞、編）

### 1990年
- 李克勤 - 眷戀
- 草　蜢 - 捉鬼敢死隊（曲、編）
- 蘇永康 - 霓虹夜雨（與林慕德共同作曲）

### 1991年
- 草　蜢 - 最後一吻（編）
- 草　蜢 - 愛到盡頭（編）
- 劉彩玉 - 我的需要（曲、編）
- 劉漢樂 - 最後一吻（曲、編）
- 劉漢樂 - 講一句話好嗎？（曲、編）
- 劉漢樂 - 可愛（曲、編）
- 歐陽德勛 - 情不棄（曲、編、與陳傳謙共同監製）
- 歐陽德勛 - 困（曲、編、與陳傳謙共同監製）
- 歐陽德勛 - 求別再愛他（曲、編、與陳傳謙共同監製）
- 歐陽德勛 - 情是太真（與陳傳謙共同監製）
- 歐陽德勛 - 月夜隔世緣（曲、編、與陳傳謙共同監製）
- 歐陽德勛 - 愛得苦澀（曲、編、與陳傳謙共同監製）
- 歐陽德勛 - 困（Confused Beat）（曲、與C.Y.Kong共同編曲、與陳傳謙共同監製）
- 歐陽德勛 - 聽夜濤（與陳傳謙共同監製）
- 歐陽德勛 - 你好嘢（與陳傳謙共同監製）
- 歐陽德勛 - 寂寞與浪漫（與陳傳謙共同監製）
- 蔡立兒 - Say U Love Me（曲、與C.Y.Kong共同編曲）
- 蔡立兒 - 生有可戀（曲、編）
- 蔡立兒 - 欠你這一世（編）
- 蔡立兒 - 忘了他（編）
- 蔡立兒 - 請你不要這樣（編）
- 蔡立兒 - 為何又再見（編）
- 鄭梓浩 - 情無止境（曲、編）
- 黎明詩 - Miss Candy（曲、編）

### 1992年
- 壹號皇庭主題曲（編）
- 何寶生 - 沒方向的星（編）
- 何寶生 - 誰都知我喜歡你（曲、編）
- 何寶生 - 臨行前別讓我傷心（編）
- 吳國敬 - 海（編）
- 吳國敬 - 不懂得（曲、編）
- 張智霖 - 一分鐘的目光（編）
- 張智霖、許秋怡 - 為分開慶賀（編）
- 甄楚倩 - 情場浪子
- 劉美君 - 小驚大怪（曲、編）
- 劉美君 - 死心塌地（曲、編）
- 劉美君 - 女人心
- 鄭秀文 - 不如你...（編）
- 譚耀文 - 長夜怨曲（編、監）
- 譚耀文 - 忘形Champagne（編、監）
- 譚耀文 - 愛難留（監）
- 譚耀文 - 亞當與夏娃 （監）
- 譚耀文 - 一點光（編、監）
- 譚耀文 - 情陷深醉夜 （監）
- 譚耀文 - 巧合（曲、編、監）
- 譚耀文 - 請你愛她（監）
- 譚耀文 - 阿彌陀（監）
- 譚耀文 - 我不灑脫（監）

### 1993年
- 吳國敬 - 愛你是我一生中理想（曲、編）
- 李樂詩 -  勇敢再深愛（編）
- 李樂詩 -  唯有今夜（編）
- 李樂詩 -  Back Again（編）
- 袁潔瑩 - 玩笑（曲、編）
- 張智霖 - 如此這般想你（編）
- 張智霖 - 我真的不知道（編）
- 郭富城 - 沒有妳的愛（曲、編）
- 郭富城 - 狂野之城（曲、編、監）
- 陳雅倫 - 夢裡人（曲、編、監）
- 陳雅倫 - 隨便坐（曲、編、監）
- 陸家俊 -  心對心（編）
- 陸家俊 -  Let Me Be Your Love（曲、編）
- 黃凱芹 - 愛得自然（編、監）
- 楊采妮 - 忘掉愛戀（編）
- 劉美君 - 嬉戲號客機（曲、編）
- 劉德華 - 愛意香檳（曲、編）
- 鄭秀文 - 從開始那天（編）
- 黎明詩 - 莫為愛傷悲（編）
- 蘇永康 - Night Heat（千色醉色）（曲、編、監）
- 蘇永康 - 割愛（曲、編、監）
- 蘇永康 - 生命色彩（曲、監）
- 蘇永康 - BABY JAZZ（監）
- 蘇永康 - 戀愛實驗（編、監）
- 蘇永康 - 愛是這樣微妙（曲、編、監）
- 蘇永康 - 無心的約會（編、監）
- 蘇永康 - 回程吧（編）
- 蘇永康 - 重新開始（編、監）
- 蘇永康 - 告訴我妳要甚麼（編）
- 蘇永康 - 沒有季節的火花（曲、編、監）

### 1994年
- 甘子暉 - 舊夢（編）
- 甘子暉 - 不必回信（曲）
- 李國祥 - 最美世界=你+我（監）
- 李國祥 - 真性情（曲、編、監）
- 李國祥 - 妒忌（曲、編監）
- 李國祥 - 找到最深愛（曲、編、監）
- 李國祥 - 無名字的你（監）
- 孫耀威 - 一人一半（曲、編、監）
- 孫耀威 - 憂鬱夏季（曲、編、監）
- 袁潔瑩 - 一知半解（曲、編）
- 郭富城 - 個個讚你乖（監）
- 郭富城 - 為何仍剩我一人（編、監）
- 郭富城 - 舊傷口（監）
- 郭富城 - 冰山夢美人（編、監）
- 郭富城 - 對春天信任（監）
- 郭富城 - 沒法再見妳一面（曲、編、監）
- 郭富城 - 夢見妳回來（編、監）
- 郭富城 - 是個真我（曲、編、監）
- 郭富城 - 親暱接觸（監）
- 郭富城 - 狂野之城（Turbo Mix）（曲、編、監）
- 郭富城 - 狂野之城（Pa Pa Ma Ma Cha Cha Mix）（曲、編、監）
- 郭富城 - 城不思汗（曲、編、監）
- 張衛健 - 出賽（曲、編）
- 陳雅倫 - 貪多個夜晚（編、監）
- 陳雅倫 - 是你讓我愛得深（編、監）
- 陳雅倫 - 夢裡火燙（編、監）
- 陳雅倫 - 心思思（曲、編、監）
- 陳雅倫 - 冷卻了的咖啡座（曲、編、監）
- 陳雅倫 - 仍懷念你（編、監）
- 陳雅倫 - 火速愛戀（曲、編、監）
- 陳雅倫 - ！咩話？（監）
- 陳雅倫 - 海上樂園
- 陳雅倫 - 只喜歡一個人
- 陳雅倫 - 我行我素
- 陳雅倫 - 蜜糖兒
- 陳雅倫 - 迷幻情人
- 陳雅倫 - 回程風光
- 陳德容 - 在這影片閉幕前（曲、編）
- 彭家麗 - 常在我身邊（曲、編）
- 湯寶如、王馨平、周慧敏 - 美少女戰士（曲、編）
- 楊采妮 - 初戀（曲、編、監）
- 楊采妮 - 毋忘我的愛（曲、編、監）
- 楊采妮 - 全城來吧Cha Cha Cha（編、監）
- 楊采妮 - 愛會來尋覓我（監）
- 楊采妮 - 喜歡你不喜歡你（曲、編、監）
- 楊采妮 - 偷吻（監）
- 楊采妮 - 我的心早已給你（監）
- 劉美君 - 消耗生命
- 劉德華 - 該說的我已說
- 蔡濟文 - 替舊情人祝福（曲、編）
- 鄭秀文 - 愛的天際
- 黎　姿 - 因你真正活過
- 蘇永康 - 讓我暖一些（編、監）
- 蘇永康 - 洗澡（監）
- 蘇永康 - 緣份遊戲（編、監）
- 蘇永康 - 上帝製造您給我（曲、編、監）
- 蘇永康 - 親您（曲、編、監）
- 蘇永康 - 燈火欄柵處（曲、編、監）
- 蘇永康 - 達爾大冒險
- 蘇永康 - 清心明月照
- 蘇永康、范曉萱 - 清者自清
- 蘇永康、袁潔瑩 - 分手不要問理由（曲、編）

### 1995年
- 吳國敬 - 等你的我（曲、編、監）
- 李國祥 - 不再愛（曲、編）
- 李國祥 - 刻骨銘心（曲、編）
- 古巨基 - 親親我好嗎（曲、編、監）
- 古巨基 - Mother's Day Medley（監）
- 古巨基 - 驕陽（曲、編）
- 黎瑞恩 - 以心出發（編）
- 金城武 - 陽光情人（曲、編）
- 孫耀威 - 壞作風（曲、編、監）
- 孫耀威 - 搖搖盪（曲、編、監）
- 孫耀威 - 廣告情人（曲、編、監）
- 梁漢文 - 一切從任性開始
- 洪楗華 - 戀多一遍 愛多一點（編）
- 許秋怡 - 沒有你世界依然美（曲、編）
- 郭富城 - 情人眼裡看世界（曲、編）
- 陳慧琳 - 各有各自變心（曲、編、監）
- 湯寶如 - 在失戀的日子（曲、編）
- 黃凱芹 - 傾心（編、監）
- 趙學而 - 荒謬（曲、編）
- 蘇永康 - 重回傷心地（曲、編）
- 蘇永康 - 男人心（曲、編）
- 蘇永康 - Introduction（曲、編、監）
- 蘇永康 - 絕情（監）
- 蘇永康 - 最深刻的愛（曲、編、監）
- 蘇永康 - 一切從年青開始（曲、編、監）
- 蘇永康 - 一人精彩（監）
- 蘇永康 - 按摩（曲、編、監）
- 蘇永康 - 禁戀（監）
- 蘇永康 - 你有你講（監）
- 蘇永康 - Ending（曲、編、監）
- 蘇永康 - 假使有日能忘記（曲、編、監）
- 蘇永康 - I Like You（曲、編、監）
- 蘇永康 - 識得繼續笑（監）
- 蘇永康 - 有人喜歡藍（曲、編、監）
- 蘇永康 - 我不喜歡打領呔（監）
- 蘇永康 - 八時恭候（監）
- 蘇永康 - 夜窗（編、監）
- 蘇永康、湯寶如 - 一起真的不易（曲、編、監）

### 1996年
- 何超儀 -  何家淑女（監）
- 何超儀 -  多麼掛念你……男人（編、監）
- 何超儀 -  不知者不罪（編、監）
- 何超儀 -  請按……（監）
- 何超儀 -  日有所思（監）
- 何超儀 -  多麼掛念你……男人（Remix）（編、監）
- 吳奇隆 -  野的感覺（曲、編、監）
- 李樂詩 - 放鬆（編、監）
- 李樂詩 - 早餐（監）
- 李樂詩 - 看不到的愛（監）
- 李樂詩 - 只怕你不懂（編、監）
- 李樂詩 - 醉夜（編、監）
- 李樂詩 - 哭泣的玩笑（監）
- 李樂詩 - 面對面（曲、編、監）
- 李樂詩 - 害怕寂寞（編、監）
- 李樂詩 - 冰凍的痛（監）
- 李樂詩 - 老地方（曲、監）
- 郭富城 - 最激帝國（曲、編、監）
- 郭富城 - 忘不了（監）
- 郭富城 - 最激帝國（Body Rock Remix）（曲、編、監）
- 郭富城 - 脫軌（監）
- 郭富城 - 最激帝國Remix之天空之城7012（曲、監）
- 陳奕迅 - 我怕你不肯
- 蔣卓樂 - 偷一份感情（曲、編、監）
- 蔣卓樂 - 你有問題（曲、編、監）
- 譚耀文 - 末世男女（曲、編）
- 蔡安蕎 - 倔強女孩（曲、編）
- 鄭秀文 - 呼之欲出（曲、編、監）
- 蘇永康 - 平衡點（與蘇永康共同作曲）
- 蘇永康 - 螞蟻（曲、編、監）
- 蘇永康 - 愛要來得及（編、監）
- 蘇永康 - 山水有相逢（編、監）
- 蘇永康 - 紅（監）
- 蘇永康 - 難得糊塗（曲、編、監）
- 蘇永康 - 這叫甚麼態度？（監）
- 蘇永康 - 情熱被窩（監）
- 蘇永康 - 再被愛包圍（監）
- 蘇永康 - 放肆（曲、監）
- 蘇永康 - 不見不散（監）
- 蘇永康 - 早抖（曲、編、監）

### 1997年
- 李克勤 - 滿足（曲、編、監）
- 紀炎炎 - 沒完沒了（曲、編、監）
- 紀炎炎 - 無重狀態（曲、編、監）
- 胡諾言 - 忘記時空（天地無用）（曲、編、監）
- 胡諾言 - 他媽歌詞（編、監）
- 胡諾言 - 一個諾言（編、監）
- 胡諾言 - 自己的事（監）
- 許志安 - 滑浪（編、監）
- 許志安 - 戀人絮語（編、監）
- 許志安 - 送妳一片海洋（編）
- 郭富城 - 是最好人生
- 陳慧琳 - 講不出口（曲、編、監）
- 鄭秀文 - 非男非女（曲、編、監）
- 鄭秀文 - 愛有什麼用（曲、編、監）
- 鄭秀文 - 親密關係（編、監）
- 鄭秀文 - 如果我是男人（曲、編、監）
- 鄭秀文 - 為何又是這樣錯（監）
- 鄭秀文 - 安全感（編、監）
- 黎瑞恩 - 認真（曲、編、監）
- 黎瑞恩 - 怎麼都不錯（監）
- 黎瑞恩 - 情況普通（曲、編、監）
- 黎瑞恩 - 完全的快樂（曲、編、監）
- 黎瑞恩 - 榴槤飄香（曲、編、監）
- 黎駿 - 心痛（編）
- 蘇永康 - 有妳真好
- 蘇永康 - 誰肯認命（編、監）
- 蘇永康 - 從來未發生（曲、編、監）
- 蘇永康 - 男歡女愛（編、監）
- 蘇永康 - 平均分（監）
- 蘇永康 - 一想妳便醉（監）
- 蘇永康 - 情來自有方（編、監）
- 蘇永康 - 女人感性（監）
- 蘇永康 - 談談情 跳跳舞（編、監）
- 蘇永康 - 談心（監）
- 蘇永康 - 從來未發生（管弦版）（曲、監）
- 蘇永康 - 信不信由你（曲、編、監）
- 蘇永康 - 獨立宣言（監）
- 蘇永康 - 請將音量收細（編、監）
- 蘇永康 - 午睡（編、監）
- 蘇永康 - 善忘（曲、編、監）
- 蘇永康 - 找一個新對象（監）
- 蘇永康 - 愛極甜（曲、編、監）
- 蘇永康 - 多給妳一點（編、監）
- 蘇永康 - 海角天涯（編、監）

### 1998年
- 妙手仁心主題曲（曲、編）
- 許志安 - 小心天氣（編、監）
- 許志安 - 真心真意（編、監）
- 郭富城 - 高漲
- 陳曉東 - 新歡加精選（曲、編、監）
- 陳曉東 - 講一次（曲、編、監）
- 陳曉東 - 水瓶座（曲、編、監）
- 陳曉東 - 叫我（曲、編、監）
- 陳曉東 - Holiday（曲、編、監）
- 陳曉東 - 下次請早（曲、編、監）
- 陳曉東 - 一個人（曲、編、監）
- 陳曉東 - 新歡加精選（Remix）（曲、編、監）
- 陳曉東 - 十二月（曲、編、監）
- 陳曉東 - 流星·森林·雨（曲、編、監）
- 陳曉東 - 感情不是一盞燈（曲、編、監）
- 鄭秀文 - 祝大家好過（曲、編、監）
- 鄭秀文 - 愛≅0（編、監）
- 鄭秀文 - 理想對象（編、監）
- 鄭秀文 - 心血來潮（曲、編、監）
- 鄭秀文 - Feel So Good（曲、編、監）
- 蘇永康 - 不想獨自快樂（曲、編、監）
- 蘇永康 - 越吻越傷心（編、監）
- 蘇永康 - 傾情割引（曲、編、監）
- 蘇永康 - 開玩笑（曲、編、監）
- 蘇永康 - 蘭桂坊的故事（監）
- 蘇永康 - 因我太好（監）
- 蘇永康 - 提我（編、監）
- 蘇永康 - 知己夜話（編、監）
- 蘇永康、吳國敬 - 越吻越傷心（With Eddie & Eugene）（編、監）

### 1999年
- 吳國敬 - 只有你肯給我認真（與吳國敬共同作曲）（曲、編、監）
- 吳國敬 - 哭泣遊戲（編、監）
- 吳國敬、其實我深深愛著妳（編、監）
- 吳國敬、許志安 - 真心真意（合唱版）（編、監）
- 吳國敬、蘇永康 - 越吻越傷心（With Eddie & Eugene）（編、監）
- 車婉婉 - 陪我談戀愛
- 許志安 - 帶你看風景（監）
- 許志安 - 散心（編、監）
- 許志安、葉德嫻 - 教我如何不愛他（編、監）
- 許志安 - 真心真意（國）（編、監）
- 陳曉東 - 感覺瞬間
- 鄭秀文 - 寵物（與吳國敬共同作曲）（曲、編、監）
- 鄭秀文 - 唯獨你一個（曲、編、監）
- 鄭秀文 - 今晚不可以（曲、編、監）
- 鄭秀文 - 愛你是我一生中理想（曲、監）
- 鄭秀文 - 破例（監）
- 鄭秀文 - 環遊世界（與鄭秀文、史丹利共同作曲）（曲、監）
- 蘇永康 - 我為你傷心（編、監）
- 蘇永康 - 我不是一個愛過就算的人（編、監）
- 蘇永康 - 愛一個人好難（編、監）
- 蘇永康 - 我女人（監）
- 蘇永康、LMF - 詐唔知（曲、監）
- 蘇永康、山口由子 - Believe（編、監）
- 蘇永康、田　震 - 有心（曲、編、監）
- 蘇永康、譚耀文 - 天知道（編、監）
- 蘇永康、譚耀文 - 天知道（Bossa版）（編、監）

### 2000年
- B2 - 因為我高興（曲、編、監）
- B2 - 不要一個人（曲、編、監）
- B2 - 要求太高（曲、編、監）
- 古天樂 - 像我這一樣男人（曲、編、監）
- 車婉婉 - 冬天不下雨（曲、編、監）
- 車婉婉 - 他懂得自私（曲、編、監）
- 林保怡、陳潔儀 - 不知不覺（曲、編、監）
- 許志安 - 你是我的世界（編）
- 趙學而 - 慢慢來（曲、編、監）
- 趙學而 - 未（曲、編、監）
- 鄭秀文 - 地下室（編）
- 蘇永康 - 其實我很擔心（編、監）
- 蘇永康 - 忽東忽西（曲、編、監）
- 蘇永康 - 相安無事（編、監）
- 蘇永康 - 愛我多一天（監）
- 蘇永康 - 身外物（編、監）
- 蘇永康 - 最後一個（曲、編、監）
- 蘇永康 - 明天以後（監）
- 蘇永康 - 壞了的錶（監）
- 蘇永康 - 天知道（獨唱版）（編、監）
- 蘇永康 - 純（曲、編、監）
- 蘇永康 - 眉來眼去（曲、編、監）
- 蘇永康 - 兩個人一個世界 （監）
- 蘇永康 - 她愛了我好久（編、監）
- 蘇永康 - 指紋（監）
- 蘇永康 - 不敢不敢（監）
- 蘇永康 - 造福百萬人（編、監）
- 蘇永康、陳慧珊 - 固定伴侶（曲、編、監）

### 2001年
- B2 - 青春Live（曲、編、監）
- B2 - I Will Be Your Friend（編、監）
- 田震、蘇永康 - 分享
- 李彩樺 - 深呼吸（曲、編、監）
- 張家輝 - 學會忘記（曲、編、監）
- 張家輝 - 循環線（曲、編、監）
- 蘇永康 - 天氣反常（曲、編、監）
- 蘇永康 - 小城無眼淚（曲、編、監）
- 蘇永康 - 密雲（間中有雨）（監）
- 蘇永康 - 今晚祝你做個好夢（監）
- 蘇永康 - 密碼鎖（監）
- 蘇永康 - 今晚祝你做個好夢（鋼琴版）（編、監）
- 蘇永康 - 地球村（曲、編、監）
- 蘇永康 - Love Me When You Want（編、監）
- 蘇永康、李彩樺 - 意猶未盡（編、監）
- 蘇永康、李彩樺 - 意猶未盡（國）（編、監）

### 2002年
- 林保怡 - 一個人的路
- 林保怡 - 逃出生天
- 陳見飛 - 習慣（曲、編、監）
- 陳見飛 - 初一十五（曲、編、監）
- 陳見飛 - 小意外（編、監）
- 陳見飛 - 不死鳥（監）
- 陳慧珊 - 怕你怕我怕 The Love We Make（編、監）
- 陳慧珊 - 愛得起（編、監）
- 陳慧珊 - 無痛分手（曲、編、監）
- 陳慧珊 - 有緣人（曲、編、監）
- 陳慧珊 - 泥公仔（曲、編、監）
- 陳慧珊、許志安 - 苦口良藥（曲、編、監）
- 陳慧珊、蘇永康 - 暖流（編、監）
- 黎瑞恩 - 恩愛對象（曲、編、監）
- 蘇永康 - 我發誓以後（監）
- 蘇永康 - 搏擊會（監）
- 蘇永康 - 說笑（曲、編、監）
- 蘇永康 - 我愛溫黛（監）
- 蘇永康 - 眾望所歸（曲、編、監）
- 蘇永康 - 智慧齒（曲、編、監）

### 2003年
- 林保怡 - 一字馬（曲、編、監）
- 陳慧珊 - 我不愛你
- 蘇永康 - 路直路彎
- 蘇永康 - 眾裏尋他

### 2004年
- 林保怡 - 兒女（曲、編、監）
- 林保怡 - 砒霜（曲、編、監）
- 林保怡 - 如果你是我的愛人（曲、編、監）
- 林保怡 - 反遊戲（曲、編、監）
- 林保怡 - 直航機（編、監）
- 林保怡（邵美琪獨白） - 摯友（曲、編、監）
- 林保怡、郭可盈 - 又再偷窺（曲、編、監）
- 林保怡、歐陽震華、蒙嘉慧 - 星期日（曲、編、監）
- 林保怡、黎姿 - 砒霜（曲、編、監）
- 陳慧珊 - 無用的我
- 劉浩龍 - 好自為之（編、監）

### 2005年
- 林保怡 - 和你的每一天（曲、編、監）
- 林苑 - 重慶森林（曲、編、監）
- 林苑 - 什麽都不要改變（編、監）
- 林苑 - 我要你更愛我（編、監）

### 2007年
- 林保怡 - 灰色錯對
- 孫耀威 - 失聯情人（編）
- 陳奕迅 - 瑪利奧派對
- 裕　美 - 聖火狂熱（編）
- 裕　美 - 幸福秘方（編）

### 2008年
- Brenton Von Carlos - Hard to say I'm Wrong
- Lienna Q - I'll Be There For You
- 鄧健泓 - 阿四

### 2009年
- 張敬軒 - 定局（曲、編、監）
- 蔡卓妍、林俊傑 - 小酒窩（廣東版）（監）

### 2011年
- 小　肥 - 過埠歌人（編、監）
- 小　肥 - 黃昏音樂會（監）
- 小　肥 - 眼淚花（監）
- 小　肥 - Sunny Day（編、監）
- 小　肥 - 還未睡（編、監）
- 狄易達 - 無城（編、監）
- 胡渭康 - 頑童（曲、編、監）

### 2012年
- Gin Lee - 換季生活（編、監）
- 胡渭康 - 自己搞作（曲、編、監）
- 胡渭康 - 為妳鍾情（監）

### 2015年
- 尹子維 - 伴你一生（曲、編、監）
- 胡渭康 - 沒有想不開（曲、編、監）
- 劉浩龍 - 知錯（曲、編、監）
- 劉浩龍、尹子維、鄧建明、雷有暉 - 再任我唱（曲、編、監）

### 2023年
- 胡渭康 - 這一個家（曲、編、監）